# Coupe d'Allemagne de football 1986-1987
Navigation
Édition précédente Édition suivante
La coupe d'Allemagne de football 1986-1987 est la quarante quatrième édition de l'histoire de la compétition. La finale a lieu à l'Olympiastadion de Berlin.
Le Hambourg SV remporte le trophée pour la troisième fois de son histoire. Il bat en finale le Stuttgarter Kickers sur le score de 3 buts à 1.

## Premier tour
Les résultats du premier tour 
| Date           | Domicile                   | Extérieur                 | Score         |
| -------------- | -------------------------- | ------------------------- | ------------- |
| 27 - 08 - 1986 | SC Charlottenburg          | SV Darmstadt 98           | 0 - 3         |
| 29 - 08 - 1986 | Tennis Borussia Berlin     | Stuttgarter Kickers       | 0 - 5         |
| 29 - 08 - 1986 | TSG Giengen                | Hanovre 96                | 1 - 3         |
| 29 - 08 - 1986 | Hambourg SV                | Union Solingen            | 3 - 0         |
| 29 - 08 - 1986 | Rot-Weiss Lüdenscheid      | 1. FC Saarbrücken         | 2 - 4 (a. p.) |
| 29 - 08 - 1986 | Werder Brême               | Alemannia Aix-la-Chapelle | 0 - 0 (a. p.) |
| 29 - 08 - 1986 | Eintracht Francfort        | Eintracht Brunswick       | 3 - 1         |
| 30 - 08 - 1986 | Blau-Weiß Friedrichstadt   | Hassia Bingen             | 1 - 0         |
| 30 - 08 - 1986 | FC Amberg                  | Borussia Mönchengladbach  | 0 - 7         |
| 30 - 08 - 1986 | FC Uerdingen 05            | VfB Stuttgart             | 6 - 4 (a. p.) |
| 30 - 08 - 1986 | VfL Bochum                 | FC St. Pauli              | 1 - 2         |
| 30 - 08 - 1986 | TSV Stellingen             | Arminia Bielefeld         | 1 - 5         |
| 30 - 08 - 1986 | VfL Wolfsbourg             | Karlsruher SC             | 2 - 2 (a. p.) |
| 30 - 08 - 1986 | DSC Wanne-Eickel           | Blau-Weiß 90 Berlin       | 2 - 4         |
| 30 - 08 - 1986 | SC Viktoria Cologne        | SC Fribourg               | 2 - 5         |
| 30 - 08 - 1986 | VfR Aalen                  | Fortuna Düsseldorf        | 0 - 2         |
| 30 - 08 - 1986 | SV Meppen                  | MSV Duisbourg             | 1 - 2         |
| 30 - 08 - 1986 | SpVgg Oberfranken Bayreuth | SG Wattenscheid 09        | 0 - 3 (a. p.) |
| 30 - 08 - 1986 | SC Emmendingen             | 1. FC Cologne             | 0 - 4         |
| 30 - 08 - 1986 | Bayer Leverkusen           | VfL Osnabrück             | 6 - 0         |
| 30 - 08 - 1986 | VfL Hamm/Sieg              | FC Gütersloh              | 1 - 1 (a. p.) |
| 30 - 08 - 1986 | SV Viktoria Aschaffenburg  | SV Waldhof Mannheim       | 1 - 2         |
| 30 - 08 - 1986 | Rot-Weiß Oberhausen        | Borussia Dortmund         | 1 - 3         |
| 30 - 08 - 1986 | TSV 1860 Munich            | FC Augsbourg              | 1 - 5 (a. p.) |
| 30 - 08 - 1986 | 1. FSV Mayence 05          | FC Schalke 04             | 1 - 0         |
| 30 - 08 - 1986 | SV Sandhausen              | Fortuna Cologne           | 0 - 1         |
| 30 - 08 - 1986 | SV Viktoria Goch           | FC 08 Homburg             | 0 - 3         |
| 30 - 08 - 1986 | SKV Mörfelden              | Borussia Neunkirchen      | 1 - 3         |
| 30 - 08 - 1986 | Hertha BSC Berlin          | Bayern Munich             | 1 - 2         |
| 31 - 08 - 1986 | Bremer SV                  | Kultur SV Hessen Kassel   | 2 - 2 (a. p.) |
| 31 - 08 - 1986 | BV 08 Lüttringhausen       | 1. FC Kaiserslautern      | 3 - 0         |
| 31 - 08 - 1986 | FSV Francfort              | 1. FC Nuremberg           | 2 - 8         |

Matchs rejoués.
| Date           | Domicile                    | Extérieur      | Score                            |
| -------------- | --------------------------- | -------------- | -------------------------------- |
| 10 - 09 - 1986 | FC Gütersloh                | VfL Hamm/Sieg  | 2 - 2 (a. p.) (t.a.b. 5 - 4)     |
| 10 - 09 - 1986 | Kultur SV Hessen Kassel     | Bremer SV      | 1 - 1 (a. p.) (t. a. b. 4 - 5)   |
| 23 - 09 - 1986 | Karlsruher SC               | VfL Wolfsbourg | 4 - 1                            |
| 07 - 10 - 1986 | Alemannia Aix - La Chapelle | Werder Brême   | 0 - 0 (a. p.) (t . a . b. 7 - 6) |

## Deuxième tour
Les résultats du deuxième tour.   
| Date           | Domicile                  | Extérieur           | score           |
| -------------- | ------------------------- | ------------------- | --------------- |
| 23 - 10 - 1986 | MSV Duisbourg             | SG Wattenscheid 09  | 1 - 1 (a . p .) |
| 24 - 10 - 1986 | Arminia Bielefeld         | Karlsruher SC       | 0 - 2           |
| 24 - 10 - 1986 | FC Augsbourg              | Hambourg SV         | 1 - 2           |
| 24 - 10 - 1986 | Alemannia Aix-la-Chapelle | 1. FC Saarbrücken   | 4 - 0           |
| 24 - 10 - 1986 | Fortuna Cologne           | SC Fribourg         | 1 - 1 (a . p .) |
| 25 - 10 - 1986 | FC 08 Homburg             | Bayern Munich       | 1 - 3           |
| 25 - 10 - 1986 | FC Gütersloh              | Blau-Weiß 90 Berlin | 0 - 5           |
| 25 - 10 - 1986 | Bremer SV                 | FC St. Pauli        | 0 - 3           |
| 25 - 10 - 1986 | Blau-Weiß Friedrichstadt  | SV Darmstadt 98     | 1 - 2           |
| 25 - 10 - 1986 | FC Uerdingen 05           | 1. FC Nuremberg     | 3 - 2           |
| 25 - 10 - 1986 | Fortuna Düsseldorf        | Bayer Leverkusen    | 2 - 1 (a . p .) |
| 25 - 10 - 1986 | 1. FC Cologne             | SV Waldhof Mannheim | 3 - 1           |
| 26 - 10 - 1986 | BV 08 Lüttringhausen      | Hanovre 96          | 3 - 3 (a. p .)  |
| 26 - 10 - 1986 | Borussia Neunkirchen      | Stuttgarter Kickers | 2 - 3           |
| 26 - 10 - 1986 | 1. FSV Mayencen 05        | Eintracht Francfort | 0 - 1 (a . p.)  |
| 26 - 10 - 1986 | Borussia Mönchengladbach  | Borussia Dortmund   | 6 - 1           |

Matchs rejoués
| Date           | Domicile           | Extérieur            | Score |
| -------------- | ------------------ | -------------------- | ----- |
| 11 - 11 - 1986 | SC Fribourg        | Fortuna Cologne      | 1 - 2 |
| 12 - 11 - 1986 | SG Wattenscheid 09 | MSV Duisbourg        | 2 - 1 |
| 12 - 11 - 1986 | Hanovre 96         | BV 08 Lüttringhausen | 2 - 1 |

## Huitièmes de finale
Les résultats des huitièmes de finale.
| Date           | Domicile                  | Extérieur                | Score      |
| -------------- | ------------------------- | ------------------------ | ---------- |
| 18 - 11 - 1986 | Fortuna Düsseldorf        | Bayern Munich            | 3 - 0      |
| 18 - 11 - 1986 | SG Wattenscheid 09        | Eintracht Francfort      | 1 - 3      |
| 19 - 11 - 1986 | Stuttgarter Kickers       | Hanovre 96               | 2 - 0      |
| 19 - 11 - 1986 | Hambourg SV               | FC St. Pauli             | 6 - 0      |
| 19 - 11 - 1986 | Blau-Weiß 90 Berlin       | Karlsruher SC            | 1 - 2      |
| 19 - 11 - 1986 | Fortuna Cologne           | SV Darmstadt 98          | 0 - 2 a.p. |
| 19 - 11 - 1986 | Alemannia Aix-la-Chapelle | Borussia Mönchengladbach | 0 - 2 a.p. |
| 19 - 11 - 1986 | FC Uerdingen 05           | 1. FC Cologne            | 3 - 1      |

## Quarts de finale
Les résultats des quarts de finale.
| Date           | Domicile                 | Extérieur           | Score |
| -------------- | ------------------------ | ------------------- | ----- |
| 07 - 03 - 1987 | Stuttgarter Kickers      | Eintracht Francfort | 3 - 1 |
| 07 - 03 - 1987 | Borussia Mönchengladbach | Bayer 05 Uerdingen  | 9 - 2 |
| 07 - 03 - 1987 | SV Darmstadt 98          | Hambourg SV         | 0 - 1 |
| 07 - 03 - 1987 | Fortuna Düsseldorf       | Karlsruher SC       | 1 - 0 |

## Demi-finales
Les résultats des demi-finales.
| Date           | Domicile            | Extérieur                | Score |
| -------------- | ------------------- | ------------------------ | ----- |
| 31 - 03 - 1987 | Hambourg SV         | Borussia Mönchengladbach | 1 - 0 |
| 01 - 04 - 1987 | Stuttgarter Kickers | Fortuna Düsseldorf       | 3 - 0 |

## Finale
| Entraîneur : |
| Ernst Happel |

| Entraîneur :  |
| Dieter Renner |

| Entraîneur : |
| Ernst Happel |

| Entraîneur :  |
| Dieter Renner |